# Abu-Faris Abd-al-Aziz
Abu-Faris Abd-al-Aziz (Constantina, 1361 - Tilimsen, 1434) fou emir hàfsida, fill i successor d'Abu-l-Abbàs Àhmad (III) a la seva mort el 1394.
Va extirpar les dinasties locals que romanien a Trípoli, Gafsa, Tozeur i Biskra i el poder tribal de les regions de Constantina i Bugia (1397-1402), i va nomenar governadors d'aquests regions a oficials escollits, generalment lliberts.
El 1398 i 1399, a conseqüència del saqueig de Torreblanca i altres atacs corsaris, Martí l'Humà realitzà dues croades contra Tedelis i Bona. El fracàs de l'expedició forçà el rei a signar un tractat de pau amb Abu-Faris Abd-al-Aziz en 15 de maig de 1403, que aviat es mostrà ineficaç.
El 1398 va fer una audaç expedició a l'Aures. Una altra expedició notable fou la que va fer a Tripolitana el 809 de l'hègira (1406/1407). Va resoldre una greu crisi que afectava a Constantina i al sud-est (1407 i 1408) i la va tancar amb la conquesta d'Alger el 813 de l'hègira (1410/1411).
Després d'uns anys de pau, el 1424 es va llençar cap a l'oest on va fer diverses campanyes fins al 1431, en les quals va imposar la seva sobirania als emirs abdalwadites de Tlemcen, i va intervenir al Marroc i tanmateix al Regne de Granada.
Amb els estats cristians va signar nombrosos tractats i les relacions foren de vegades cordials i d'altres tenses, però sempre estretes.
Va seguir una política religiosa estricta que el va fer molt popular. Va acordar generoses donacions o favors als ulemes i als sharifs, va celebrar el mawlid, i va intentar implantar el sunnisme a Gerba (focus de kharigisme). Les seves construccions religioses foren nombroses. Va suprimir alguns impostos no religiosos i va desenvolupar el cors a la mar considerant la seva pràctica com a djihad. El juridisme malikita va triomfar mercès al famós jurista Ibn Arafa (1316-1401) que va enviar a l'exili al Caire a Ibn Khaldun (que hi va morir el 1406). El palau del Bardo és testimoniat per primer cop durant el seu regnat.
El 1432 va anar personalment a ajudar els defensors de l'illa de Gerba que eren atacats per Alfons el Magnànim. El 1434, quan ja tenia més de setanta anys, va dirigir personalment una expedició contra Tlemcen, per tornar a l'obediència als abdalwadites, i va morir a la regió de Ouarsen El seu fill Abu-l-Hàsan Muhàmmad ja havia mort i la successió va recaure en el net d'Abu-Faris, Muhàmmad al-Múntasir.